# Ivo op zondag
Ivo op zondag is een Nederlands televisieprogramma van AVROTROS.
In het programma bespreekt Ivo Niehe elke zondagochtend iconen uit kunst en cultuur en heeft hij ontmoetingen met inspirerende gasten, zoals bekend van de TROS TV Show. Het programma wordt mede mogelijk gemaakt door het Prins Bernhard Cultuurfonds en de VriendenLoterij.
Het derde seizoen ving aan op 15 januari 2023 en een vierde seizoen volgt. Vanaf 2 november 2024 gaat het progamma verder als Ivo, even op zaterdag. Dan zal het progamma verhuizen naar de zaterdag avond om 19.00 uur.